# ОШ „Јован Курсула” Варварин
ОШ „Јован Курсула” Варварин је државна установа основног образовања која наставља традицију приватне школе основане 1839. године у Варварину.
Школа већ 1842. године постаје државна, а почетком 20. века са развојем привредног живота и развоја, долази до ширења школске мреже на територији општине. У овом предратном периоду отворено још неколико четвороразредних школа. После Другог светског рата, постепено се побољшава стање у погледу школског простора и његове опремљености. Школа има и две четвороразредне подручне школе у Горњем и Доњем Катуну.
У Варварину је осмогодишња школа, односно прва осмолетка, израсла из Државне непотпуне гимназије. Као и у многим другим местима широм Народне Републике Србије и овде је дошло до спајања Основне школе у Варварину и Ниже гимназије у осмолетку одлуком Министарства просвете НРС бр. 21865 од 21. јула 1950. године.